# Ligue d'Alxa
La ligue d'Alxa (阿拉善盟 ; pinyin : Ālāshàn Méng) est une ligue (subdivision administrative de niveau préfecture) de la région autonome de Mongolie-Intérieure en Chine. Son centre administratif est la Bannière gauche d'Alxa.

## Climat
Les températures moyennes pour la ligue d'Alxa vont de −9,5 °C pour le mois le plus froid à +22,6 °C pour le mois le plus chaud, avec une moyenne annuelle de 7,5 °C (chiffres arrêtés en 1988), et la pluviométrie y est de 208,7 mm (chiffres arrêtés en 1983).

## Désertification
De nombreux volontaires de Chine, du Japon et d'ailleurs viennent y planter des arbres afin de limiter les dégâts grandissants de la désertification.
(source: http://news.xinhuanet.com/english2010/china/2010-12/06/c_13637218.htm)

## Subdivisions administratives
La ligue d'Alxa exerce sa juridiction sur trois bannières :
- la Bannière gauche d'Alxa — 阿拉善左旗, ālāshàn zuǒ qí ;
- la Bannière droite d'Alxa — 拉善右旗, ālāshàn yòu qí ;
- la Bannière d'Ejin — 额济纳旗, éjìnà qí.

## Dirigeants gouvernementaux
| Nom (chinois)   | Sexe  | Nationalité | Parti | Période de gouvernance,        |
| --------------- | ----- | ----------- | ----- | ------------------------------ |
| 苏德保札木苏    | homme | Mongol      | PCC   | février 1980 — juin 1983       |
| 乌伦赛          | homme | Mongol      | PCC   | juin 1983 — août 1992          |
| 王尚罗          | homme | Han         | PCC   | septembre 1992 — mai 1993      |
| 黄·阿拉腾别立格 | homme | Mongol      | PCC   | mai 1993 — juillet 1995        |
| 任英超          | homme | Han         | PCC   | juillet 1995 — décembre 1999   |
| 陶克            | homme | Mongol      | PCC   | janvier 2000 — septembre 2004  |
| 云喜顺          | homme | Mongol      | PCC   | septembre 2004 — novembre 2011 |
| 陶克            | homme | Mongol      | PCC   | novembre 2011 —                |